# 팬티히어로
《팬티히어로》는 대한민국의 애니메이션으로, 2023년 4월 25일부터 12월 12일까지 MBC TV에서 매주 화요일 오전 11시 45분에 방영했다가, 2025년 7월 28일부터 매주 월요일 오전 11시 45분에 방영 중이다.

## 방송 일시
| 방송 채널 | 방송일                      | 방송 시간              |
| --------- | --------------------------- | ---------------------- |
| MBC TV    | 2023년 4월 25일 ~ 12월 12일 | 종료                   |
| MBC TV    | 2025년 7월 28일 ~           | 매주 월 오전 11시 45분 |

## 등장인물
- 진
- 헤이
- 팬티맨
- 펑
- 룽
- 밍밍
- 용용
- 찰리
- 제이켓
- 루한
- 리온
- 시안
- 펫러버
- 레드
- 그린
- 옐로우

## 목소리 출연
- 박지은
- 오윤재
- 장지연
- 진양욱
- 백종훈

## 제작진
- 기획: 이경용
- 책임 프로듀서: 박채영
- 조연출: 조승기
- 총감독: 정기환
- 책임프로듀서: 신재범
- 라인프로듀서: 박소현, 문지혜
- 애니메이션 연출:  김혜원
- 조연출: 신재범, 김연지
- 극본: 김형주, 이천우, 원장경, 이학수, 송광호
- 콘티: 임상준, 성백엽, 김유화
- 스토리보드(애니메틱): 김혜원, 신재범
- 캐릭터 디자인: 이정연
- 배경 디자인: 이정연, 신현민, 조윤영, 송재희
- 모델링 / 맵핑: 정세현, 정미미, 황광태, 신혜화, 박철홍, 장순호, 유현주, 김인
- 리깅: 박시진, 정세현
- 애니메이션 슈퍼바이저:김혜원
- 애니메이션: 강신혁, 윤주병, 한재승, 쑨해양, 허구신, 상홍위, 리샹, 왕페리, 스팅팅, 양쉔
- 비주얼 이펙트 / 합성 슈퍼바이저: 왕연문
- 비주얼 이펙트 / 합성: 왕연문, 김민성, 카이, 리준, 쉬징하오, 송지빈, 리루루
- 영상편집 / 모션 그래픽: 남종현
- 음악: 사운즈쿨
- 주제가 작사 / 작곡: 김정아
- 주제가 노래: TULA
- 음향효과 / 믹싱: 파피스 - 강희중, 양성규, 부유정
- 녹음: 파피스 - 강희중
- 목소리 연기: 박지은, 오윤재, 장지연, 진양욱, 백종훈
- 제작기획협력: 손석현(제2화~)
- 사업총괄: 정기환
- 마케팅: 정기환, 이일단, 최지윤, 주엄지
- 제작지원: 한국콘텐츠진흥원
- 기획: MBC
- 제작: 상상방

## 방영 목록

### 시즌 1
| 회차       | 제목                       | 방송일자         |
| ---------- | -------------------------- | ---------------- |
| 1화        | 팬티맨의 탄생              | 2023년 4월 25일  |
| 2화        | 헤이, 진의 가족을 만나다   | 2023년 5월 2일   |
| 3화        | 좌충우돌 전학 첫 날        | 2023년 5월 9일   |
| 4화        | 불꽃소녀 제이켓            | 2023년 5월 16일  |
| 5화        | 학교가기 싫어!             | 2023년 5월 23일  |
| 6화        | 정체불명의 악당, 펫러버    | 2023년 5월 30일  |
| 7화        | 폭주! 청소 로봇            | 2023년 6월 13일  |
| 8화        | 찰리의 쿵푸수업            | 2023년 6월 27일  |
| 9화        | 납치당한 헤이              | 2023년 7월 4일   |
| 10화       | 쿵푸도장을 홍보하자!       | 2023년 7월 11일  |
| 11화       | 팀배틀에서 이겨라!         | 2023년 7월 18일  |
| 12화       | 혼돈의 생일파티            | 2023년 8월 1일   |
| 13화       | 최면새의 노래              | 2023년 8월 8일   |
| 14화       | 진의 잠재능력              | 2023년 8월 22일  |
| 15화       | 헤이의 끔찍한 하루         | 2023년 8월 29일  |
| 16화       | 미스 러비의 위험한 실험    | 2023년 9월 5일   |
| 17화       | 용용의 신비한 친구         | 2023년 9월 12일  |
| 18화       | 헤이의 치명적인 약점       | 2023년 10월 10일 |
| 19화       | 체인저의 위험한 나들이     | 2023년 10월 17일 |
| 20화       | 헤이의 동면                | 2023년 10월 24일 |
| 21화       | 미스터리 전학생 노아       | 2023년 10월 31일 |
| 22화       | 오비탈 수리 대작전         | 2023년 11월 7일  |
| 23화       | 오비탈과 함께하는 특별훈련 | 2023년 11월 14일 |
| 24화       | 노아의 좌충우돌 잠입소동   | 2023년 11월 21일 |
| 25화       | 헤이의 꿈 소동             | 2023년 11월 28일 |
| 최종화(26) | 공포의 전지훈련            | 2023년 12월 12일 |

### 시즌 2
| 회차 | 제목                     | 방송일자        |
| ---- | ------------------------ | --------------- |
| 1화  | 밍밍의 로봇친구          | 2025년 7월 28일 |
| 2화  | 앨리스 박사 구출작전     | 2025년 8월 4일  |
| 3화  | 좌충우돌 납치 사건       | 2025년 8월 11일 |
| 4화  | 다크돔의 붕괴를 막아내라 | 2025년 8월 18일 |

## 결방 및 편성안내
- 2023년 6월 6일: 현충일의 관계로 인해 결방했다.
- 2023년 6월 20일: 중계방송 국회 교섭단체 대표연설 국민의힘의 관계로 인해 결방했다.
- 2023년 7월 25일: 2023년 FIFA 여자 월드컵: H조 1차전, 대한민국:콜롬비아의 관계로 인해 결방했다.
- 2023년 8월 15일: 광복절의 관계로 인해 결방했다.
- 2023년 9월 19일: 중계방송 국회 인사청문회 이균용 대법원장 후보자의 관계로 인해 결방했다.
- 2023년 9월 26일: 항저우 아시안 게임의 관계로 인해 결방했다.
- 2023년 10월 3일: 개천절 및 항저우 아시안 게임의 관계로 인해 결방했다.
- 2023년 12월 5일: 중계방송 국회 인사청문회 조희대 대법원장 후보자의 관계로 인해 결방했다.